# Дамирова, Джамиля Дадаш кызы
Джамиля Дадаш кызы Дамирова (азерб. Cəmilə Dadaş qızı Dəmirova; род. 1 июля 1927, Топалгасанли, Геокчайский уезд) — советский азербайджанский хлопковод, Герой Социалистического Труда (1950).

## Биография
Родилась 1 июля 1927 года в селе Топалгасанли Геокчайского уезда Азербайджанской ССР (ныне Кюрдамирский район).
Трудилась в колхозе «Москва» (бывший имени Карла Маркса) Кюрдамирского района колхозницей, звеньевой и бригадиром хлопководов. В 1949 году получила урожай хлопка 67 центнеров с гектара на площади 6 гектаров.
Указом Президиума Верховного Совета СССР от 17 июня 1950 года за получение высоких урожаев хлопка на поливных землях в 1949 году Дамировой Джамиле Дадаш кызы присвоено звание Героя Социалистического Труда с вручением ордена Ленина и золотой медали «Серп и Молот».
Активно участвовала в общественной жизни Азербайджана. Член КПСС с 1952 года.